# Separations
Separations es el tercer álbum lanzado por la banda británica Pulp. Fue publicado en 1992 bajo el sello independiente Fire Records.

## Lista de canciones
Todas las canciones escritas por Pulp
1. "Love Is Blind" – 5:45
2. "Don't You Want Me Anymore?" – 3:52
3. "She's Dead" – 5:09
4. "Separations" – 4:45
5. "Down by the River" – 3:39
6. "Countdown" – 5:07
7. "My Legendary Girlfriend" – 6:51
8. "Death II" – 5:36
9. "This House Is Condemned" – 7:52

## Personal
- Jarvis Cocker – Voz, guitarra
- Russell Senior – Guitarra, violín
- Candida Doyle – Teclado
- Steve Mackey – Bajo
- Nick Banks – Batería, programador

## Sencillos
- "My Legendary Girlfriend"/"Is This House?"/"This House Is Condemned" (remix)
- "Countdown" (single version)/"Death Goes to the Disco"/"Countdown" (extended version)